# Гриеж
Грие́ж (фр. Grièges) — коммуна во Франции, находится в регионе Рона — Альпы. Департамент — Эн. Входит в состав кантона Пон-де-Вель. Округ коммуны — Бурк-ан-Брес.
Код INSEE коммуны — 01179.

## География
Коммуна расположена приблизительно в 350 км к юго-востоку от Парижа, в 60 км севернее Лиона, в 30 км к западу от Бурк-ан-Бреса.
По территории коммуны протекают реки Сона и Петит-Вель (фр. Petite Veyle).

## Климат
Климат полуконтинентальный с холодной зимой и тёплым летом. Дожди бывают нечасто, в основном летом.

## История
Первое упоминание о деревне относится к X веку.

## Население
Население коммуны на 2010 год составляло 1899 человек.
| 1962 | 1968 | 1975 | 1982 | 1990 | 1999 | 2010 |
| ---- | ---- | ---- | ---- | ---- | ---- | ---- |
| 1025 | 1108 | 1286 | 1423 | 1606 | 1599 | 1899 |

## Администрация
| Период | Период | Фамилия     | Партия | Примечания |
| ------ | ------ | ----------- | ------ | ---------- |
| 1995   | 2014   | Бернар Пуле |        |            |
| 2014   | 2020   | Жоэль Рену  |        |            |

## Экономика
В 2010 году среди 1234 человек трудоспособного возраста (15—64 лет) 946 были экономически активными, 288 — неактивными (показатель активности — 76,7 %, в 1999 году было 73,0 %). Из 946 активных жителей работали 861 человек (453 мужчины и 408 женщин), безработных было 85 (40 мужчин и 45 женщин). Среди 288 неактивных 96 человек были учениками или студентами, 128 — пенсионерами, 64 были неактивными по другим причинам.

## Фотогалерея

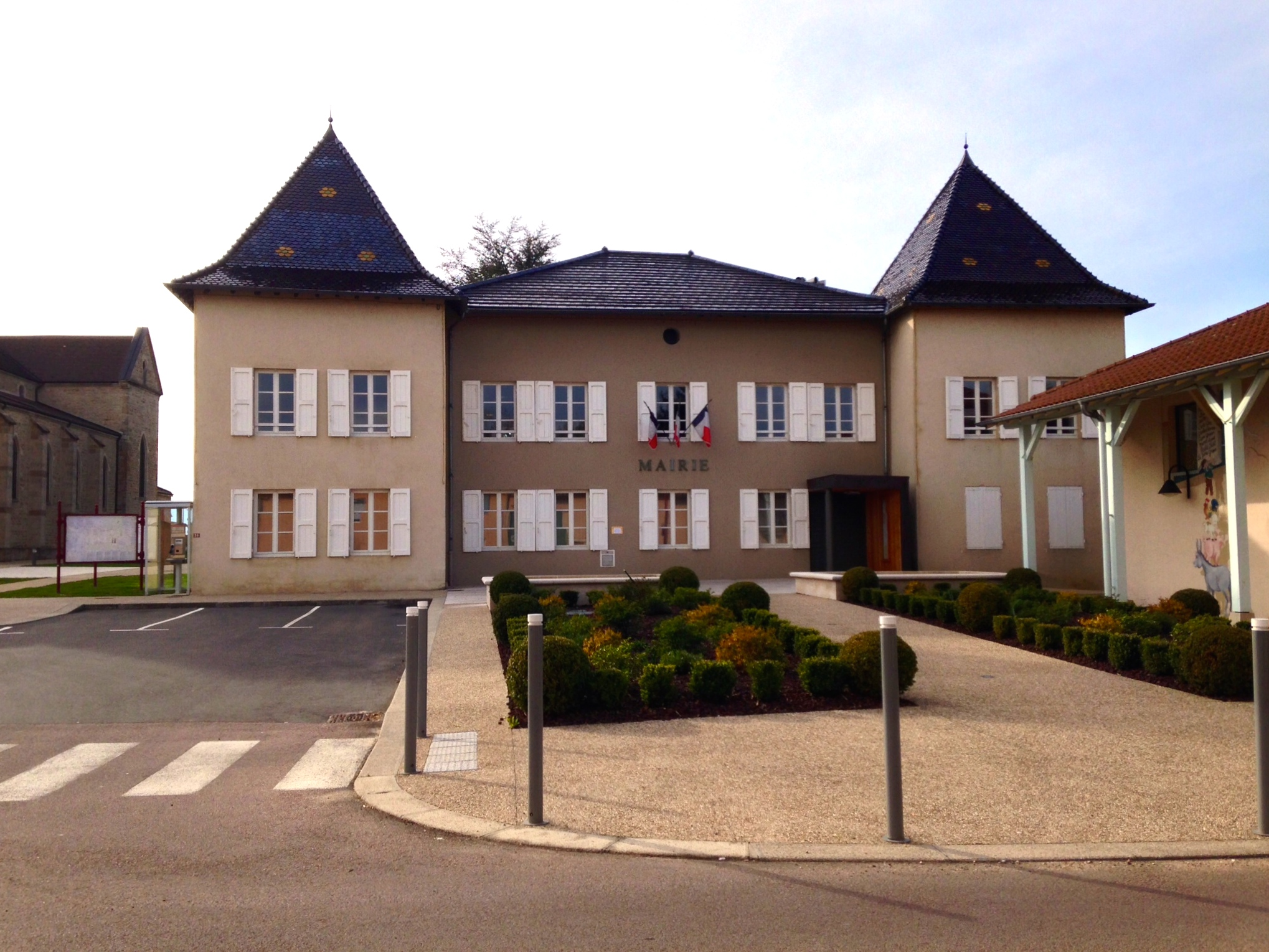
Мэрия
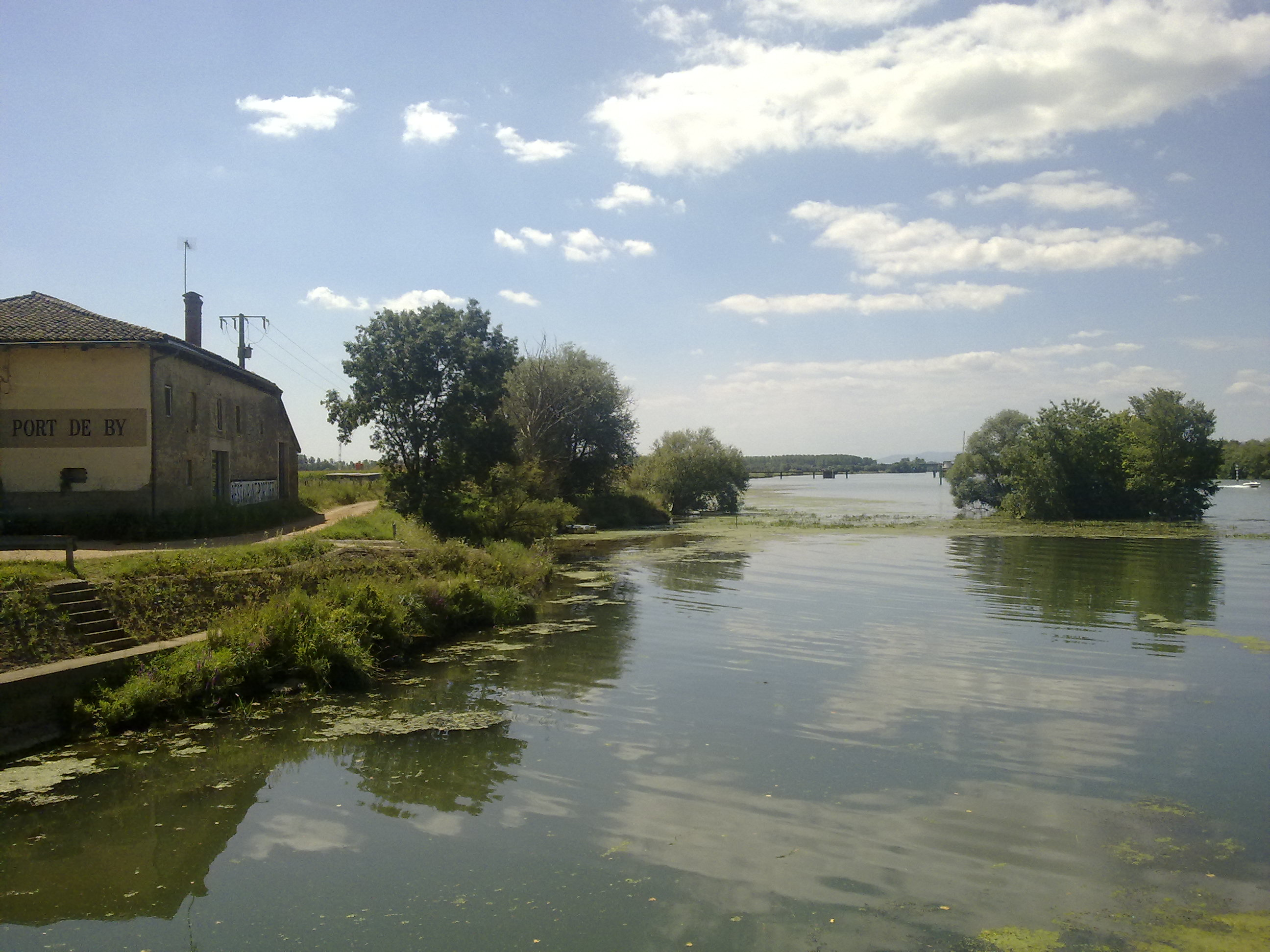
Река Сона
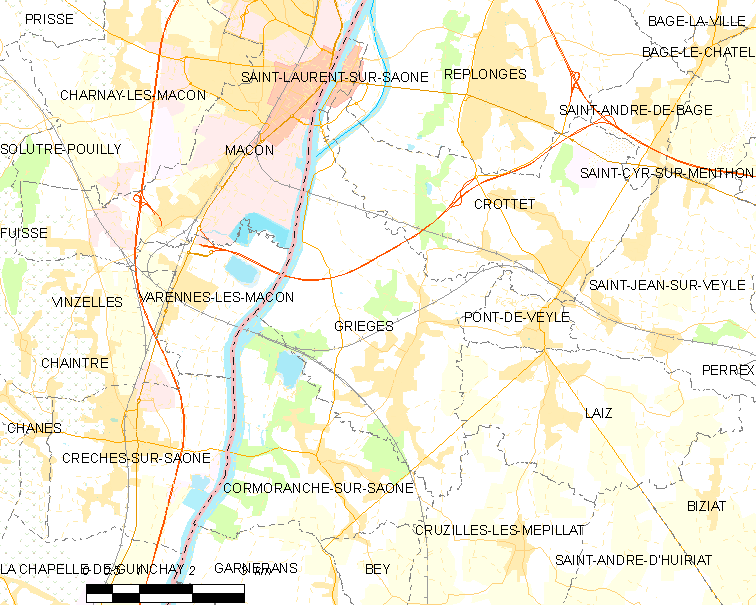
Карта коммуны